# Breda leucoprocta
Breda leucoprocta là một loài nhện trong họ Salticidae.
Loài này thuộc chi Breda. Breda leucoprocta được Cândido Firmino de Mello-Leitão miêu tả năm 1940.